# Sewkar
Sewkar – wieś w Armenii, w prowincji Tawusz. W 2011 roku liczyła 2193 mieszkańców.